# Saint-Alyre-d'Arlanc
 Saint-Alyre-d'Arlanc  es una población y comuna francesa, situada en la región de Auvernia, departamento de Puy-de-Dôme, en el distrito de Ambert y cantón de Arlanc.

## Demografía
| 513 | 421 | 304 | 239 | 219 | 185 |
| Para los censos de 1962 a 1999 la población legal corresponde a la población sin duplicidades (Fuente: INSEE [Consultar]) |     |     |     |     |     |